# 49-й гуцульський стрілецький полк

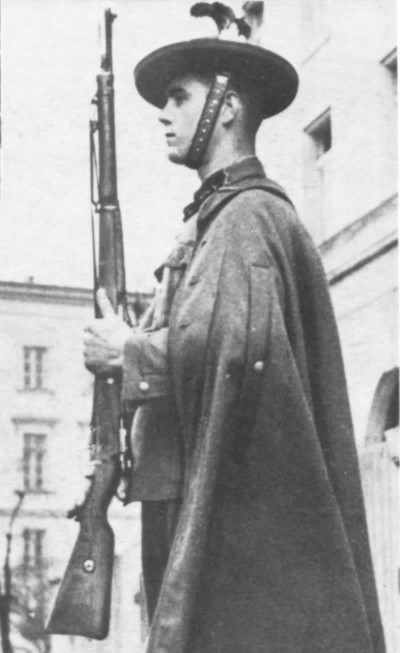
Рядовий полку, 1937 рік

49-й гуцульський стрілецький полк (пол. 49 Huculski Pułk Strzelców; 49 pp) — підрозділ польської армії часів Другої Речі Посполитої, що входив до 11-ї Карпатської стрілецької дивізії (Армія «Краків»).
У міжвоєнний період розміщувався в Коломиї, взяв активну участь у бойових діях під час німецького вторгнення до Польщі у вересні 1939 року. Став відомий після нічної атаки, під час якої була знищена більша частина елітного німецького окремого полку SS-Standarte Germania.
Спадкоємцем традицій полку (таких як носіння гуцульського капелюха) у сучасних збройних силах Польщі є 22 батальйон гірської піхоти.

## Історія створення
Полк створений на початку 1919 року як 15-й піхотний полк Блакитної армії. У вересні 1919 року перейменований в 40-й піхотний полк, а в березні 1920-го — в 49-й піхотний полк.
Більшість солдатів, що служили в полку, були гуцулами (в першу чергу — добровольцями, а потім призовниками), і це було враховано штабом польської армії, який 12 квітня 1937 року вирішив назвати 1-й батальйон полку гуцульським батальйоном польських легіонів, на знак вдячності за видатну службу гуцулів під час Першої світової війни.
Потім, 4 березня 1938 року, назву «гуцульський» отримав і весь полк. Крім того, солдатам було наказано, що під час проведення урочистих заходів вони повинні носити капелюхи і плащі, які є частиною традиційного гуцульського народного одягу.

## Участь у другій світовій війні
На початку вересня 1939 полк був перенаправлений на захід, щоб разом з іншими підрозділами Карпатської стрілецької дивізії захищати лінію «Вісла». 10 вересня в м. Блажеві 30 солдатів полку організували пастку одній з колон німецької 4-ї легкої дивізії. 11 німецьких солдатів було вбито, гуцули захопили документи, серед яких були карти. Їхні втрати обмежилися двома пораненими. Проте перевага в чисельності дала можливість німцям роздрібнити деякі польські частини. У наступні дні полк був змушений відступити, взявши участь у декількох сутичках з передовими частинами вермахту. 14 вересня він опинився в районі Судової Вишні і Яворова.

## Нічна атака
14—16 вересня 1939 року відбувся жорстокий бій між німецькими і польськими військами, відомий як «Битва при Яворові». І почалося воно з бою організованому за ініціативи 49-го гуцульського стрілецького батальйону.
У ніч з 15 на 16 вересня 1939 року 49-й гуцульський стрілецький полк, за допомогою 98-го піхотного полку, здійснив атаку на частини SS-Standarte Germania, який дислокувався в районі сіл Прилбичі, Мужиловичі, Могила і Чорнокунці. Німцям було наказано закрити дороги, що ведуть на схід і запобігти атаці польських військ з боку Львова. Для того, щоб застати солдат Третього Рейху зненацька, полковники Ходала і Броніслав Пругар-Кетлинг (останній був комендантом 11-й Карпатської стрілецької дивізії) наказали своїм солдатам розрядити гвинтівки і використовувати багнети.
Менш ніж за 30-хвилин запеклого рукопашного бою, який почався о 9 годині вечора, німці зазнали катастрофічних втрат. Командир III батальйону СС оберштурмбанфюрер Віллі Кеппен і ад'ютант полку СС оберштурмфюрер Шомбург були вбиті багнетами.
Штаб СС у паніці втік до Яворова, а слідом за ними пішли ті солдати що залишились живими. Німці втратили майже всю важку техніку, в тому числі 16 75-мм і 8 105-мм артилерійських гармат, 15 AT, більшість будівельних розводів, а також всі транспортні засоби (20 броньованих машин і транспортерів, 70 мотоциклів, 50 вантажівок і автомобілів). Що стосується людських втрат СС, то один з трьох батальйонів, що входили до складу СС-Standarte Germania був повністю знищений. Весь полк СС-Standarte Germania практично припинив своє існування. Його залишки були зняті з фронту, а потім розформовані.

## Наслідки
Незважаючи на те, що успіх був абсолютним, німці швидко реорганізували свій захист і викликали повітряну підтримку. З іншого боку, у поляків не було достатньо досвіду, щоб використовувати захоплене обладнання, і тому вони вирішили знищити більшість із захопленого гранатами. 19 вересня, 49-му гуцульському стрілецькому полку вдалося досягти Львова, де він здався радянським військам, що досягли міста та захопили його.

## У літературі
Свідком цих подій став генерал Соснковський, який пізніше зобразив їх у своїй книзі «Cieniom Września». Полковник Пругар-Кетлинг також описав нічну атаку у своїх спогадах «Aby dochowac wiernosci». Він писав, що 30-хвилинний напад було скоєно в повній тиші, а паніку було видно наступного дня на застиглих обличчях загиблих німецьких солдатів. Польські командири були шоковані, побачивши, скільки озброєння було захоплено як трофей.